# Рей Кавакубо

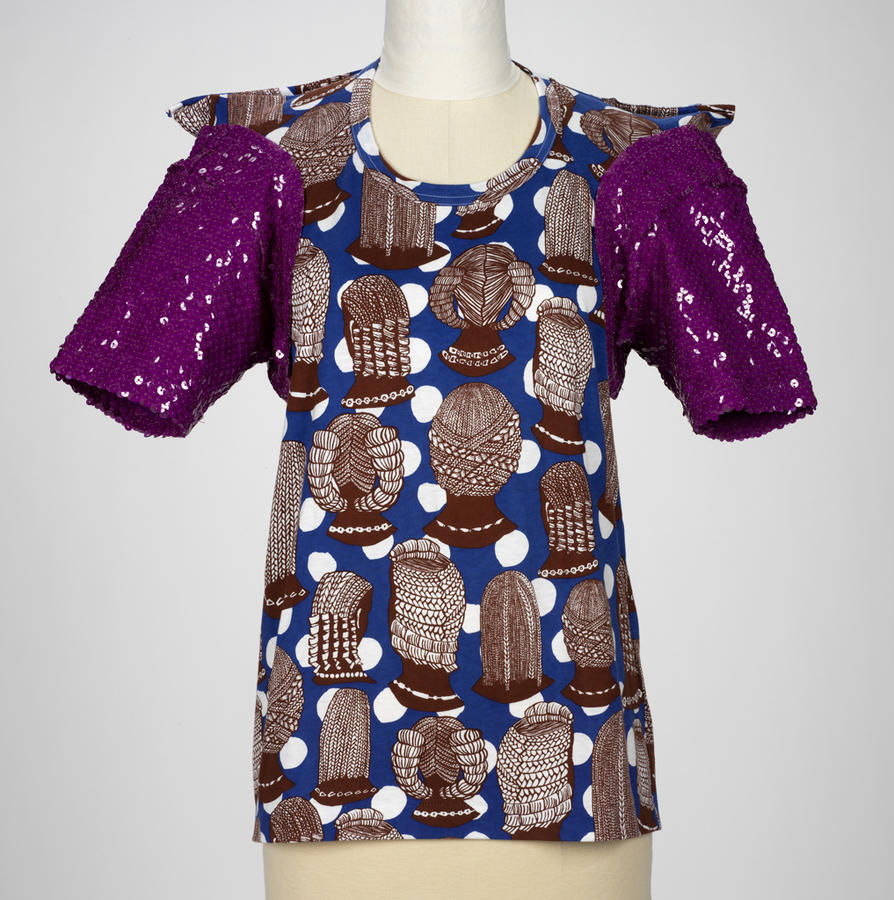
Рубашка, 2008-09 год

Рей Кавакубо (яп. 川 久保 玲, род. 11 октября 1942 года, Токио, Япония) — японский модельер и дизайнер, основательница бренда «Comme des garcons» и «Dover Street Market».

## Биография
Рей Кавакубо родилась 11 октября 1942 года в Токио. Её отец был профессором университета, а мать работала учительницей английского языка. В 1964 Рей окончила университет Кейо, где изучала философию, искусство и литературу. Сразу после выпуска работала в текстильной компании «Asahi Kasei» в рекламном отделе.
Вскоре Рей начала пробовать себя в роли стилиста. Она не могла подобрать для себя одежду в обычных магазинах Японии, поэтому начала делать её сама. Все дело в том, что её видение образов отличалось от восприятия других людей, Рей чувствовала себя некомфортно в стандартной, обыденной одежде, поэтому она так стремилась создать свой уникальный стиль.
Рей не имела специального образования дизайнера одежды, но благодаря любви к индустрии моды, самостоятельному изучению её тонкостей и врожденному таланту, Рей Кавакубо удалось успешно начать карьеру дизайнера. В начале своего пути она даже не знала технических особенностей производства одежды, поэтому ей приходилось объяснять швеям на бумаге какой фасон и какие детали она хочет видеть в результате работы. Вскоре Рей все-таки прошла курсы шитья. Она долгое время занималась разработкой собственного стиля и бренда.
Покорив Японию своим уникальным видением моды, в 1980 году Рей переехала в Париж. В 1981 году состоялся её первый показ. В 1982-м Рей стала членом Синдиката haute couture и prêt-à-porter. С тех пор она стала постоянной участницей Недели моды в Париже. Спустя 11 лет после переезда Рей Кавакубо получила почетный титул кавалера французского Ордена Искусств и литературы. Далее в 1997 она удостоилась звания доктора лондонского Королевского художественного колледжа.
Будучи уже широко известной и уважаемой личностью в индустрии моды, Рей расширила ассортимент своего бренда: в дополнение к ежегодно выпускаемым коллекциям одежды, она создавала различные аксессуары, парфюмерные изделия, мебель, ювелирные украшения, нижнее белье, одежду для плавания.
На протяжении всего своего пути в индустрии моды Рей Кавакубо много работала и развивалась. Сфера её интересов была достаточно широка. Она не только разрабатывала дизайн одежды, но и преподавала, писала картины, занималась графическим дизайном и оформляла интерьеры. Всем этим Рей не перестает заниматься и по сей день.
Несмотря на высокую занятость, Рей нашла время и на личную жизнь. В 1992 году в Париже она вышла замуж за Адриана Иоффе — главного исполнительного директора Dover Street Market. Они познакомились, когда Адриан работал в Comme des Garçons, делал небольшие переводы. Шесть лет до свадьбы Адриан работал в компании Рей. Муж Рей отмечает, что его жена всегда хотела быть свободной и независимой, а для женщины с такими взглядами Япония в 60-70-е годы была определённо не самым подходящим местом. Кавакубо никогда не признавала штампов и стереотипных мнений. В одном из интервью она сказала: «Обеспечивать себя, быть самодостаточной — вот что должно быть целью всех женщин. Это философия моей одежды. Она предназначена для современных женщин, которые достигают счастья не потому, что привлекают мужчин своей сексуальностью, а потому что привлекают их своим умом». Кавакубо никогда не следовала канонам «нормальности». В её бутиках не было манекенов и зеркал. Она придерживалась мнения, что женщины должны выбирать одежду, опираясь на внутренние ощущения комфорта и принятия себя, а не оценивая свой внешний вид.
Рей редко давала интервью и избегала публичных мероприятий. Она не отступала от своего убеждения в том, что дизайнер не должен быть звездой. Однако некоторым телеканалам и печатным изданиям, таким как Vogue, Elle, New York Times все-таки удалось поговорить с дизайнером. Рей рассказывала о том, как сохранить успешность бизнеса в непростой ситуации пандемии, о важности живого формата в презентации коллекций и сложностях онлайн продаж.

## Творчество и творческий путь
До 1967 года Рей работала стилистом в компании текстиля, затем решила стать модельером. После нескольких лет самостоятельного обучения, в 1969 году Рей создала свой бренд «Comme des garcons»(с фр. «подобно мальчикам»), использовав для названия строчку из песни французской певицы Франсуазы Арди «Tous les garçons et les filles». Философия бренда призывает потребителей выходить из зоны комфорта.
В 1973 Рей Кавакубо официально зарегистрировала компанию Comme des garcons Co. Ltd. Дизайнеру удалось создать симбиоз Востока и Запада, прет-а-порте и авангарда. Через 2 года, в 1975, она выпустила свою первую коллекцию одежды и в то же время открыла бутик в Токио, в районе Аояма. Бренд вызвал неодобрение критиков, Но Кавакубо это не заботило, ведь она не стремилась «попасть в модную струю».
Однако уже в 1980 году компания увеличила количество торговых точкек до ста пятидесяти магазинов, вместе с этим вырос доход до 30 миллионов долларов США в год. В том же году Кавакубо отправилась в Западную Европу и дебютировала на Fashion Week в Париже. Японская компания CDG (сокр. от Comme des garcons) сохраняла независимость, так как крупные конгломераты (например, LVMH или Kering) не вмешивались в развитие бренда, что позволило ему развиваться самостоятельно. Компания полностью принадлежала самой Рей и её мужу Адриану Йоффе, по совместительству генеральному директору бренда.
Изначально Кавакубо создавала только женские коллекции, но уже в 1978 мир увидел мужскую коллекцию одежды Рей Кавакубо. Рей стремилась стереть границы между мужским и женским, её образы узнаваемы благодаря приталенной мужской одежде с женственными элементами. Любимый цвет модельера — чёрный, он и являлся основным, его дополняли серый и бежевый. Для коллекций Рей характерны массивные силуэты, асимметричность, многослойность, большое количество деталей. Её изделия нарушают анатомические пропорции тела, моделей одевают в широкие мешковатые брюки и разорванную одежду, и вместо каблуков Рей предлагает создавать обувь на плоской подошве.
В 1978 году Рей Кавакубо запустила парфюмерную линию бренда. Первым ароматом стал «Comme des Garcons Homme». К 1998 году вышли «анти-духи» бренда под названием «Odeur 53». В состав аромата входит большой спектр необычных компонентов, например кислород и лак для ногтей. Всего в составе этого аромата пятьдесят три компонента.
Благодаря большому ассортименту и нескольким линейкам продукции разных сегментов, CDG набрал особую популярность и стал востребованным, что подтверждают торговые точки, расположенные в ключевых городах моды: В Лондоне, Нью-Йорке, Сеуле и других.

## История бренда
Марку одежды Рей Кавакубо основала в 1969 году, тогда как регистрация бренда как компании состоялась в 1973. В 1970-х бренд набрал популярность в Японии, а в 1981 году у компании был дебют в Парижском шоу. Стоит заметить, что компания размещена в Париже, там же находится флагманская торговая точка.
В 80-х общей тенденцией всех брендов модной индустрии стал выпуск одежды, которая ассоциировалась с одной из субкультур- панками. Несмотря на мировой тренд, выпущенная в 1982 году коллекция Кавакубо под названием «Уничтожить», была подвергнута критике. В общем и целом, видение Рей, её асимметричные многослойные изделия с дырками вызвали недоумение французских критиков.
Однако несмотря на неодобрение экспертов моды к 2017 году, по мнению аналитиков, компания имела выручку свыше 280 миллионов долларов в год. Большие деньги компании принесло следующее: базовая линия бренда CDG и другие, в том числе Comme des Garçons Noir (женская одежда с преобладанием чёрного), Comme des Garçons Homme Plus (главная линия мужской одежды), Comme des Garçons Homme Plus Sport (спортивная, дополняющая Homme Plus) и тд. Также CDG кроме элементов гардероба создает ювелирные изделия и парфюмерию, которые тоже принесли компании дополнительную выручку. Две парфюмерные компании основал муж Рей Кавакубо- Адриан. Первая- Comme des Garcons Parfums была предназначена для перепродажи испанской компании «Puig», вторая-Comme des Garcons Parfum Parfum была создана для продажи остальных ароматов самостоятельно. В 2014 году компанией был разработан унисекс аромат «GIRL», для которого американский дизайнер и художник KAWS создал флакон.
Возвращаясь к одежде, стоит отметить, что элементы гардероба бренда CDG носят многие звезды шоу-бизнеса. Например, барбадосская певица Рианна надела авангардное платье от бренда Comme des Garcons на Met Gala 2017. Также Леди Гага, исландская певица Bjork, рэпер Дрейк и дизайнер Alexander McQueen поддержали японский бренд, показавшись на публике в костюмах этого лейбла.
В мае 2017 года Метрополитен-музей «Метназ» организовал в честь дома моды, созданного Кавакубо, художественную выставку, которая проходила в Нью-Йорке с 4 мая по 4 сентября 2017 года. Экспозиция получила название «Rei Kawakubo / Comme des Garcons: The Art of the In Between». Выставка раскрывает творчество японского дизайнера и становление её уникального стиля.
Компания CDG успешно сотрудничает с известными брендами, среди них Nike, Converse, Supreme и др. 22 марта 2022 года Компания CDG совместно с Converse создала новую коллекцию. Представители упомянутых выше брендов представили новую модель классических кед Converse Chunk 70. Эта обувь продается на сайте мультибрендового ретейлера Dover Street Market и на официальном сайте CDG за 150 долларов.

## Награды и заслуги
- Mainichi Newspaper Award от газеты Mainichi 1983 г.
- Докторская степень Королевского художественного колледжа Лондона 1997 г.
- Премия имени Исаму Ногучи Нью-Йоркского музея Ногучи за «инновации и вклад в глобальное сознание и культурный обмен между Востоком и Западом».
- Награда от Harvard School of Design «Совершенство в дизайне» 2000 г.
- Международная премия CFDA
- Звание женщины года Madame Clicquot
- Почетный титул кавалера французского ордена Искусств и литературы